# Lijst van voetbalinterlands Andorra - Bulgarije
Deze lijst van voetbalinterlands is een overzicht van alle officiële voetbalwedstrijden tussen de nationale teams van Andorra en Bulgarije. De landen hebben tot op heden twee keer tegen elkaar gespeeld. De eerste ontmoeting, een kwalificatiewedstrijd voor het Europees kampioenschap voetbal 2004, was in Sofia op 16 oktober 2002. Het laatste duel, de returnwedstrijd in dezelfde kwalificatiereeks, vond plaats op 10 september 2003 in Andorra la Vella.

## Wedstrijden
| № | Plaats           | Datum             | Competitie           | Wedstrijd           | Uitslag |
| - | ---------------- | ----------------- | -------------------- | ------------------- | ------- |
| 1 | Sofia            | 16 oktober 2002   | EK 2004 kwalificatie | Bulgarije – Andorra | 2 – 1   |
| 2 | Andorra la Vella | 10 september 2003 | EK 2004 kwalificatie | Andorra − Bulgarije | 0 − 3   |

## Samenvatting
| Competitie      | Totaal gespeeld | Winst Andorra | Gelijk | Winst Bulgarije | Doelsaldo Andorra – Bulgarije |
| --------------- | --------------- | ------------- | ------ | --------------- | ----------------------------- |
| EK-kwalificatie | 2               | 0             | 0      | 2               | 1 − 5                         |
| Totaal          | 2               | 0             | 0      | 2               | 1 − 5                         |

Wedstrijden bepaald door strafschoppen worden, in lijn met de FIFA, als een gelijkspel gerekend.
FAF · A-internationals · Statistieken · Bondscoaches · Andorrees vrouwenelftal · Andorra U21 · Andorra U20 · Andorra U19 · Andorra U18 · Andorra U17 · Andorra U16
1990 – 1999 · 2000 – 2009 · 2010 – 2019 · 2020 − 2029
1996 · 1997 · 1998 · 1999 · 2000 · 2001 · 2002 · 2003 · 2004 · 2005 · 2006 · 2007 · 2008 · 2009 · 2010 · 2011 · 2012 · 2013 · 2014 · 2015 · 2016 · 2017 · 2018 · 2019 · 2020 · 2021 · 2022 · 2023 · 2024
Albanië ·
Armenië ·
Azerbeidzjan ·
België ·
Bolivia ·
Bosnië en Herzegovina ·
Brazilië ·
Bulgarije ·
China ·
Cyprus ·
Engeland ·
Equatoriaal-Guinea ·
Estland ·
Faeröer ·
Finland ·
Frankrijk ·
Gabon ·
Georgië ·
Gibraltar ·
Grenada ·
Hongarije ·
Ierland ·
IJsland ·
Indonesië ·
Israël ·
Kaapverdië ·
Kazachstan ·
Kosovo ·
Kroatië ·
Letland ·
Liechtenstein ·
Litouwen ·
Malta ·
Moldavië ·
Nederland ·
Noord-Ierland ·
Noord-Macedonië ·
Oekraïne ·
Oostenrijk ·
Polen ·
Portugal ·
Qatar ·
Roemenië ·
Rusland ·
Saint Kitts en Nevis ·
San Marino ·
Slowakije ·
Spanje ·
Tsjechië ·
Turkije ·
Verenigde Arabische Emiraten ·
Wales ·
Wit-Rusland ·
Zuid-Afrika ·
Zwitserland
BFS · A-internationals · Selecties · Bondscoaches · Bulgaars vrouwenelftal · Olympisch elftal · Bulgarije U21 · Bulgarije U20 · Bulgarije U19 · Bulgarije U18 · Bulgarije U17 · Bulgarije U16
1924 – 1929 · 
1930 – 1939 · 
1940 – 1949 · 
1950 – 1959 · 
1960 – 1969 · 
1970 – 1979 · 
1980 – 1989 · 
1990 – 1999 · 
2000 – 2009 · 
2010 – 2019 ·
2020 − 2029
EK 1996 · 
EK 2004
WK 1962 · 
WK 1966 · 
WK 1970 · 
WK 1974 · 
WK 1986 · 
WK 1994 · 
WK 1998
OS 1924 · 
OS 1952 · 
OS 1956 · 
OS 1960 · 
OS 1968
1924 · 
1925 · 
1926 · 
1927 · 
1928 ·
1929 · 
1930 · 
1931 · 
1932 · 
1933 · 
1934 · 
1935 · 
1936 · 
1937 · 
1938 · 
1939 · 
1940 · 
1941 ·
1942 · 
1943 · 
1944 · 1945 · 
1946 ·
1947 · 
1948 · 
1949 · 
1950 · 
1952 · 
1952 · 
1953 · 
1954 · 
1955 · 
1956 · 
1957 · 
1958 · 
1959 · 
1960 · 
1961 · 
1962 · 
1963 · 
1964 · 
1965 · 
1966 · 
1967 · 
1968 · 
1969 · 
1970 · 
1971 · 
1972 · 
1973 · 
1974 · 
1975 · 
1976 · 
1977 · 
1978 · 
1979 · 
1980 · 
1981 · 
1982 · 
1983 · 
1984 · 
1985 · 
1986 · 
1987 · 
1988 · 
1989 · 
1990 · 
1991 · 
1992 · 
1993 · 
1994 · 
1995 · 
1996 · 
1997 · 
1998 · 
1999 · 
2000 · 
2001 · 
2002 · 
2003 · 
2004 · 
2005 · 
2006 · 
2007 · 
2008 · 
2009 · 
2010 · 
2011 · 
2012 · 
2013 · 
2014 · 
2015 ·
2016 ·
2017 ·
2018 ·
2019 ·
2020 ·
2021 ·
2022 ·
2023 ·
2024
Albanië ·
Algerije ·
Andorra ·
Argentinië ·
Armenië ·
Australië ·
Azerbeidzjan ·
België ·
Bolivia ·
Bosnië en Herzegovina ·
Brazilië ·
Canada · 
Chili ·
Cuba ·
Cyprus ·
DDR ·
Denemarken ·
Duitsland ·
Ecuador ·
Egypte ·
Engeland ·
Estland ·
Finland ·
Frankrijk ·
Georgië ·
Gibraltar ·
Griekenland ·
Hongarije ·
Ierland ·
IJsland ·
Indonesië ·
Iran ·
Israël ·
Italië ·
Jamaica ·
Japan ·
Joegoslavië ·
Jordanië ·
Kameroen ·
Kazachstan ·
Koeweit ·
Kosovo ·
Kroatië ·
Letland ·
Libanon ·
Litouwen ·
Luxemburg ·
Malta ·
Marokko ·
Mexico ·
Moldavië ·
Montenegro ·
Nederland ·
Nieuw-Caledonië ·
Nigeria ·
Noord-Ierland ·
Noord-Korea ·
Noord-Macedonië ·
Noorwegen ·
Oekraïne ·
Oman ·
Oostenrijk ·
Paraguay ·
Peru ·
Polen ·
Portugal ·
Qatar ·
Roemenië ·
Rusland ·
San Marino ·
Saoedi-Arabië ·
Schotland ·
Servië ·
Servië en Montenegro ·
Slovenië ·
Slowakije ·
Sovjet-Unie ·
Spanje ·
Tanzania ·
Thailand ·
Tsjechië ·
Tsjecho-Slowakije ·
Tunesië ·
Turkije ·
Uruguay ·
Verenigde Arabische Emiraten ·
Wales ·
Wit-Rusland ·
Zuid-Afrika ·
Zuid-Korea ·
Zweden ·
Zwitserland